# Olympische Sommerspiele 2008/Leichtathletik – 5000 m (Frauen)

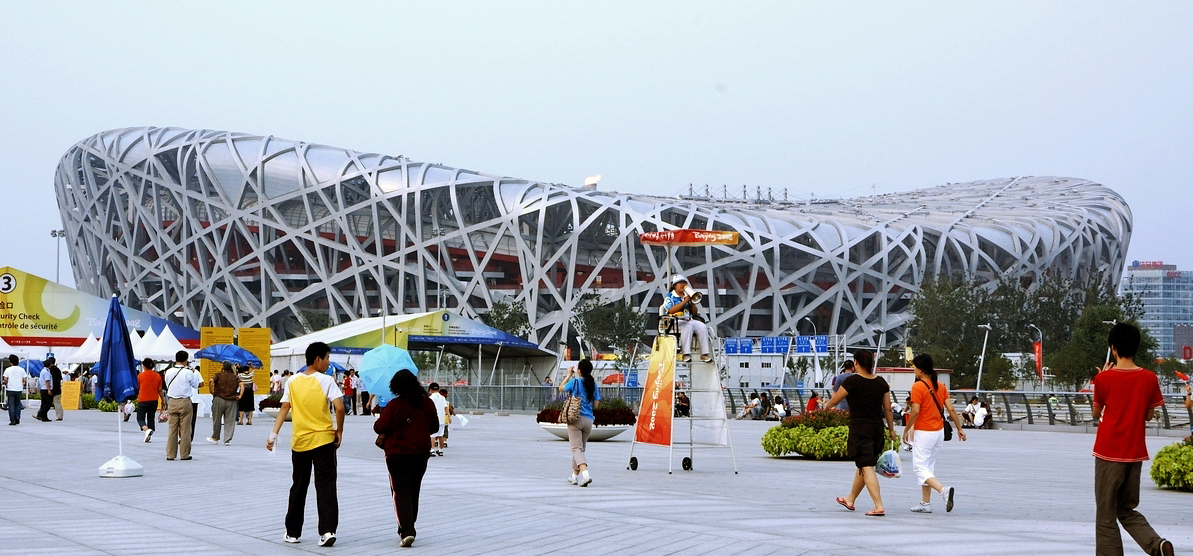
Das Vogelnest – Olympiastadion von Peking

Der 5000-Meter-Lauf bei den Olympischen Spielen 2008 in Peking wurde am 19. und 22. August 2008 im Nationalstadion ausgetragen. 31 Athletinnen nahmen daran teil.
Es gab einen äthiopischen Doppelsieg. Tirunesh Dibaba gewann die Goldmedaille, Silber ging an Meseret Defar. Bronze errang die Kenianerin Sylvia Jebiwott Kibet.

## Aktuelle Titelträgerinnen
| Olympiasiegerin 2004                      | Meseret Defar ( Äthiopien)     | 14:45,65 min | Athen 2004          |
| Weltmeisterin 2007                        | Meseret Defar ( Äthiopien)     | 14:47,91 min | Ōsaka 2007          |
| Europameisterin 2006                      | Marta Domínguez ( Spanien)     | 14:56,18 min | Göteborg 2006       |
| Panamerikanische Meisterin 2007           | Megan Metcalfe ( Kanada)       | 15:35,78 min | Rio de Janeiro 2007 |
| Zentralamerika- und Karibikmeisterin 2008 | Nora Leticia Rocha ( Mexiko)   | 16:41,27 min | Cali 2008           |
| Südamerikameisterin 2007                  | Ednalva da Silva ( Brasilien)  | 16:09,96 min | São Paulo 2007      |
| Asienmeisterin 2007                       | Kareema Saleh Jasim ( Bahrain) | 16:40,87 min | Amman 2007          |
| Afrikameisterin 2008                      | Meselech Melkamu ( Äthiopien)  | 15:49,81 min | Addis Abeba 2008    |
| Ozeanienmeisterin 2008                    | Nicole Layson ( Guam)          | 21:11,76 min | Saipan 2008         |

## Rekorde

### Bestehende Rekorde
| Weltrekord         | 14:11,15 min | Tirunesh Dibaba ( Äthiopien) | Oslo, Norwegen               | 6. Juni 2008       |
| Olympischer Rekord | 14:40,79 min | Gabriela Szabo ( Rumänien)   | Finale OS Sydney, Australien | 25. September 2000 |

Insbesondere das Finale war hier in Peking auf eine Rennentscheidung mit einem schnellen Schlussabschnitt ausgerichtet. So blieben Toppzeiten aus und der bestehende olympische Rekord wurde bei diesen Spielen nicht erreicht. Im schnellsten Rennen, dem zweiten Vorlauf, verfehlte die spätere Olympiazweite Meseret Defar aus Äthiopien den Rekord mit 14:56,32 min um 15,53 Sekunden. Zum Weltrekord fehlten ihr 45,17 Sekunden.

### Rekordverbesserungen
Es wurden zwei Landesrekorde aufgestellt:
- 15:16,25 min – Simret Sultan (Eritrea), erster Vorlauf am 19. August
- 17:25,99 min – Celma Bonfim da Graça (São Tomé und Príncipe), erster Vorlauf am 19. August

## Doping
Wie auch über 10.000 Meter wurde Elvan Abeylegesse, die zunächst Silber gewonnen hatte, ihre Medaille im März 2017 wegen Dopingmissbrauchs aberkannt. Die nachfolgenden Läuferinnen rückten um jeweils einen Rang nach vorne.
Besonders benachteiligt wurden zwei Läuferinnen:
- Sylvia Jebiwott Kibet, Kenia – Sie erhielt ihre Bronzemedaille mit einer Verspätung von annähernd neun Jahren und konnte nicht an der Siegerehrung teilnehmen.
- Yuriko Kobayashi, Japan – Sie hätte über die Zeitregel am Finale hätte teilnehmen können.

Es fanden zwei Vorläufe statt. Die jeweils sechs ersten eines jeden Laufs (hellblau unterlegt) sowie die nächsten drei zeitschnellsten Athletinnen (hellgrün unterlegt) qualifizierten sich für die Viertelfinals.

### Vorlauf 1

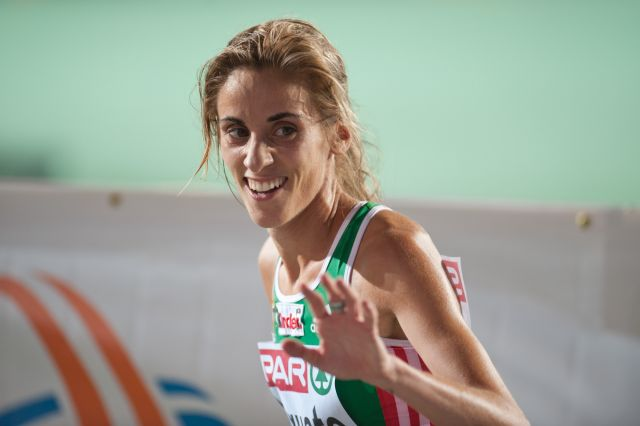
Jéssica Augusto – ausgeschieden als Vierzehnte des ersten Vorlaufs

19. August 2008, 19:35 Uhr
| Platz | Name                     | Nation                | Zeit         | Anmerkung                              |
| ----- | ------------------------ | --------------------- | ------------ | -------------------------------------- |
| 1     | Tirunesh Dibaba          | Äthiopien             | 15:09,89 min |                                        |
| 2     | Sylvia Jebiwott Kibet    | Kenia                 | 15:10,37 min |                                        |
| 3     | Alemitu Bekele           | Türkei                | 15:10,92 min |                                        |
| 4     | Meselech Melkamu         | Äthiopien             | 15:11,21 min |                                        |
| 5     | Gulnara Samitowa-Galkina | Russland              | 15:11,46 min |                                        |
| 6     | Jennifer Rhines          | USA                   | 15:15,12 min |                                        |
| 7     | Yuriko Kobayashi         | Japan                 | 15:15,87 min | eigentlich für das Finale qualifiziert |
| 8     | Simret Sultan            | Eritrea               | 15:16,25 min | NR                                     |
| 9     | Wolha Krauzowa           | Belarus               | 15:21,85 min |                                        |
| 10    | Silvia Weissteiner       | Italien               | 15:23,45 min |                                        |
| 11    | Zhang Yingying           | Volksrepublik China   | 15:23,81 min |                                        |
| 12    | Zakia Mrisho             | Tansania              | 15:24,28 min |                                        |
| 13    | Dolores Checa            | Spanien               | 15:31,22 min |                                        |
| 14    | Jéssica Augusto          | Portugal              | 16:05,71 min |                                        |
| 15    | Lucia Chandamale         | Malawi                | 16:44,09 min |                                        |
| 16    | Celma Bonfim da Graça    | São Tomé und Príncipe | 17:25,99 min | NR                                     |

### Vorlauf 2
19. August 2008, 20:03 Uhr
| Platz | Name                      | Nation              | Zeit         | Anmerkung                               |
| ----- | ------------------------- | ------------------- | ------------ | --------------------------------------- |
| 1     | Meseret Defar             | Äthiopien           | 14:56,32 min |                                         |
| 2     | Vivian Jepkemoi Cheruiyot | Kenia               | 14:57,27 min |                                         |
| 3     | Lilija Schobuchowa        | Russland            | 14:57,77 min |                                         |
| 4     | Priscah Jepleting Cherono | Kenia               | 14:58,07 min |                                         |
| 5     | Shalane Flanagan          | USA                 | 14:59,69 min |                                         |
| 6     | Kara Goucher              | USA                 | 15:00,98 min |                                         |
| 7     | Megan Metcalfe            | Kanada              | 15:11,23 min | PB                                      |
| 8     | Xue Fei                   | Volksrepublik China | 15:13,25 min |                                         |
| 9     | Kayoko Fukushi            | Japan               | 15:20,46 min |                                         |
| 10    | Mariem Alaoui Selsouli    | Marokko             | 15:21,47 min |                                         |
| 11    | Yukiko Akaba              | Japan               | 15:38,30 min |                                         |
| 12    | Krisztina Papp            | Ungarn              | 16:08,86 min |                                         |
| 13    | Francine Niyonizigiye     | Burundi             | 17:08,44 min |                                         |
| DNF   | Jelena Sadoroschnaja      | Russland            |              |                                         |
| DOP   | Elvan Abeylegesse         | Türkei              | 14:58,79 min | im Finale dabei, später disqualifiziert |
| DNS   | Joanne Pavey              | Großbritannien      |              |                                         |

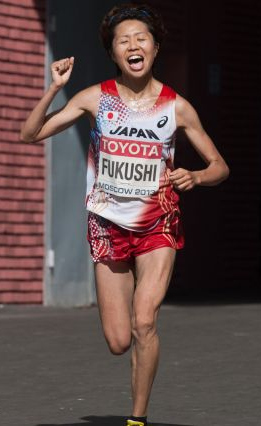
Kayoko Fukushi – ausgeschieden als Siebte des zweiten Vorlaufs

Weitere im zweiten Vorlauf ausgeschiedene Läuferinnen:

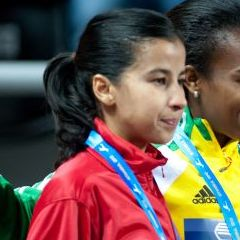
Mariem Alaoui Selsouli – Rang zehn
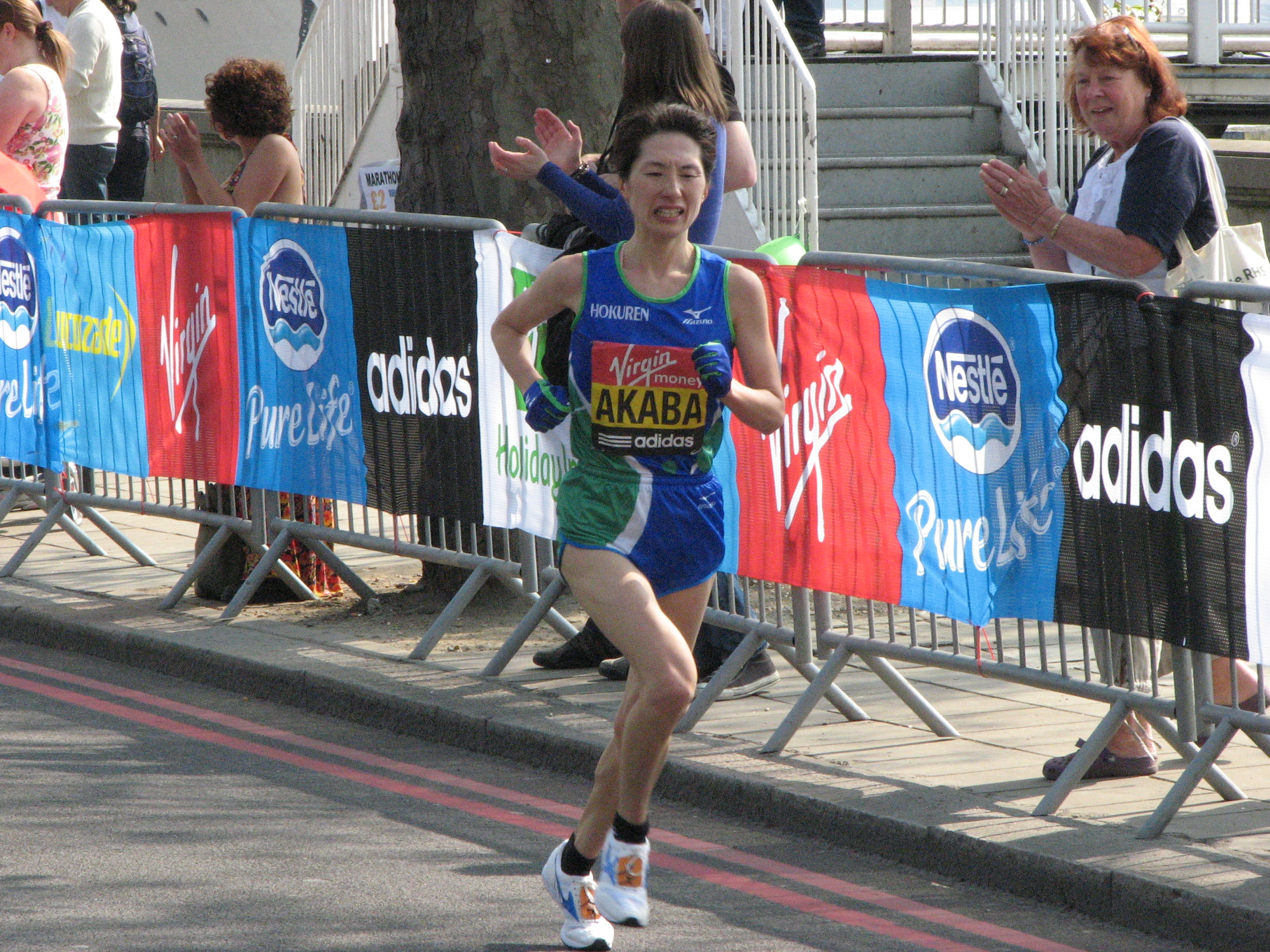
Yukiko Akaba – Rang elf
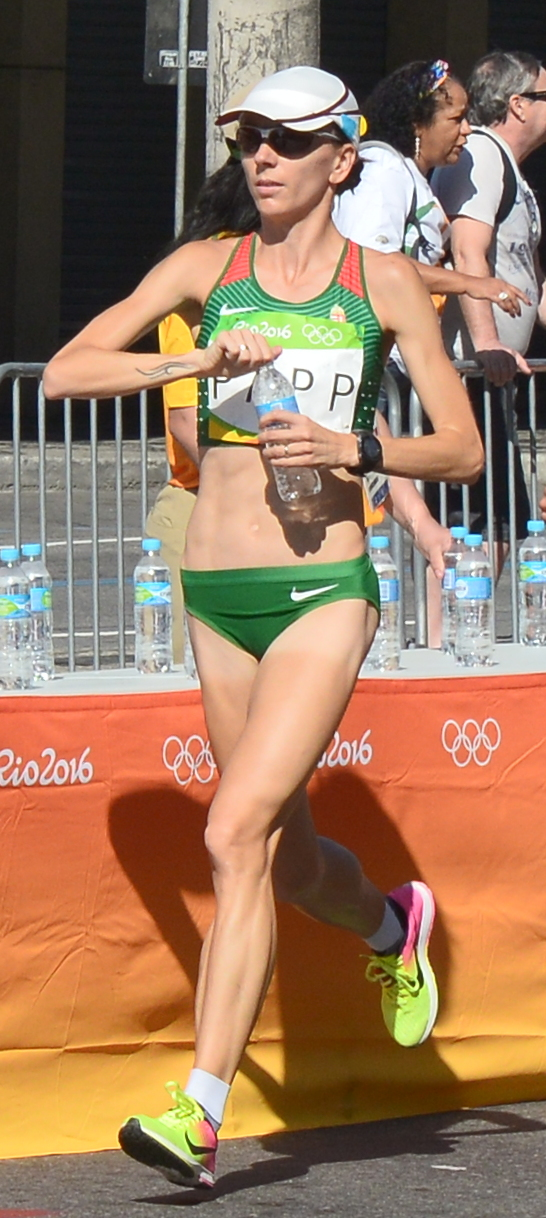
Krisztina Papp – Rang zwölf

## Finale
| Zwischenzeiten      | Zwischenzeiten | Zwischenzeiten                                      | Zwischenzeiten |
| Zwischenzeit- Marke | Zwischenzeit   | Führende                                            | 1000-m-Zeit    |
| ------------------- | -------------- | --------------------------------------------------- | -------------- |
| 1000 m              | 03:39,20 min   | Gulnara Samitowa-Galkina mit dem geschlossenen Feld | 3:39,20 min    |
| 2000 m              | 06:45,41 min   | Gulnara Samitowa-Galkina mit dem geschlossenen Feld | 3:06,21 min    |
| 3000 m              | 09:58,13 min   | Gulnara Samitowa-Galkina mit dem geschlossenen Feld | 3:02,72 min    |
| 4000 m              | 13:04,77 min   | Tirunesh Dibaba mit großer Spitzengruppe            | 2:56,64 min    |
| 5000 m              | 15:41,40 min   | Tirunesh Dibaba                                     | 2:36,63 min    |

### Resultat

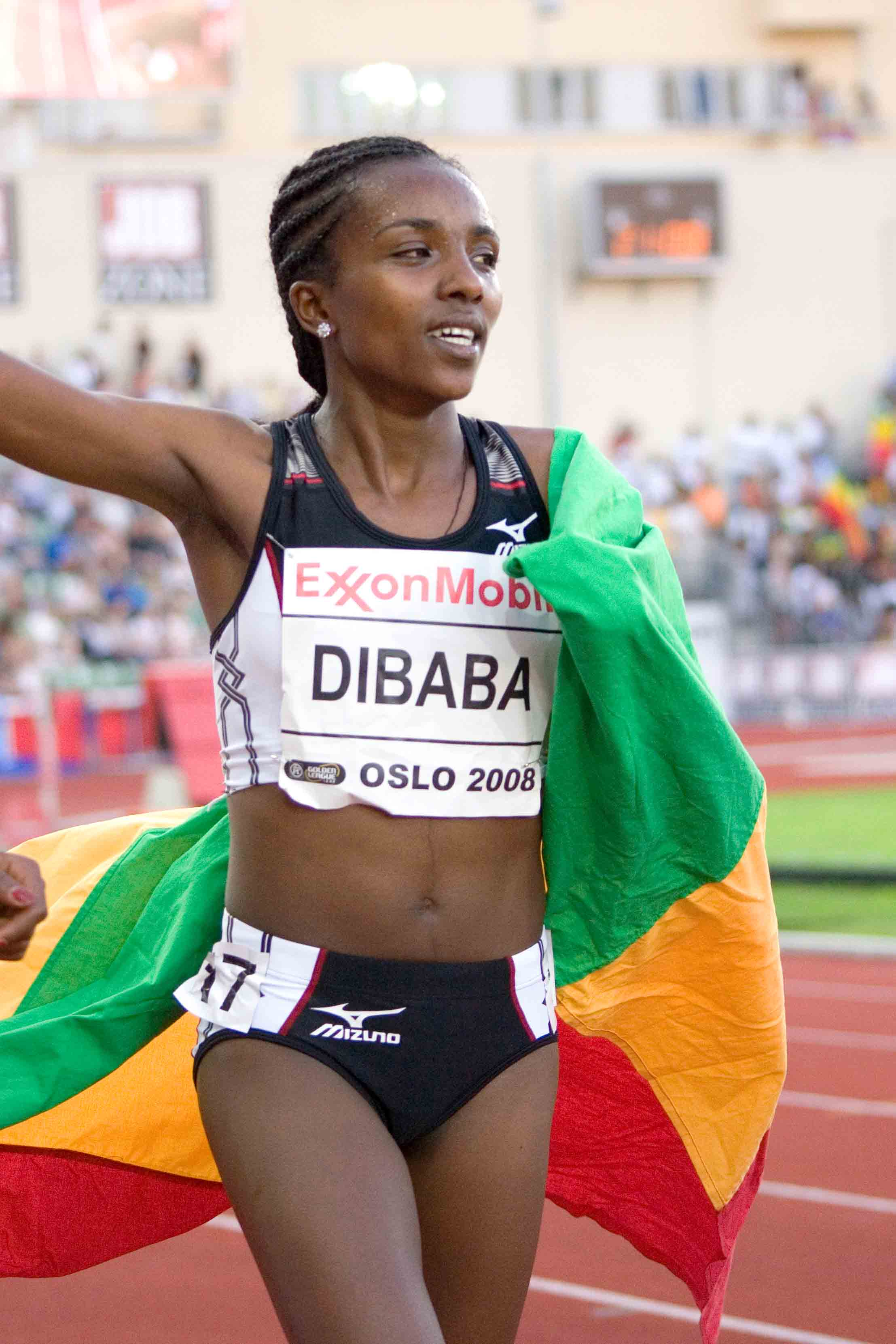
Zweites Gold für die Weltrekordinhaberin Tirunesh Dibaba

22. August 2008, 20:40 Uhr
| Platz | Name                      | Nation              | Zeit         |
| ----- | ------------------------- | ------------------- | ------------ |
| 1     | Tirunesh Dibaba           | Äthiopien           | 15:41,40 min |
| 2     | Meseret Defar             | Äthiopien           | 15:44,12 min |
| 3     | Sylvia Jebiwott Kibet     | Kenia               | 15:44,96 min |
| 4     | Vivian Jepkemoi Cheruiyot | Kenia               | 15:46,32 min |
| 5     | Lilija Schobuchowa        | Russland            | 15:46,62 min |
| 6     | Alemitu Bekele            | Türkei              | 15:48,48 min |
| 7     | Meselech Melkamu          | Äthiopien           | 15:49,03 min |
| 8     | Kara Goucher              | USA                 | 15:49,39 min |
| 9     | Shalane Flanagan          | USA                 | 15:50,80 min |
| 10    | Priscah Jepleting Cherono | Kenia               | 15:51,78 min |
| 11    | Gulnara Samitowa-Galkina  | Russland            | 15:56,79 min |
| 12    | Xue Fei                   | Volksrepublik China | 16:09,84 min |
| 13    | Jennifer Rhines           | USA                 | 16:34,63 min |
| 14    | Megan Metcalfe            | Kanada              | 17:06,82 min |
| DOP   | Elvan Abeylegesse         | Türkei              | 15:42,74 min |

### Rennverlauf
Klare Favoritinnen waren die beiden Äthiopierinnen Tirunesh Dibaba und Meseret Defar. Seit 2003 hatten sie sich die Titelgewinne bei allen großen Meisterschaften geteilt:
- 2003 – Weltmeisterin Dibaba
- 2004 – Olympiasiegerin Defar / Bronze für Dibaba
- 2005 – Weltmeisterin Dibaba / Vizeweltmeisterin Defar
- 2007 – Weltmeisterin Defar

Im Juni des Olympiajahres hatte Dibaba Defars Weltrekord um mehr als fünf Sekunden auf 14:11,15 min verbessert. So ging die knapp zwei Jahre jüngere Dibaba, die eine Woche zuvor bereits den 10.000-Meter-Lauf überlegen gewonnen hatte, als leicht favorisierte Läuferin ins Rennen. Anwärterinnen für die Medaille hinter den beiden Äthiopierinnen waren in erster Linie die drei Kenianerinnen Vivian Jepkemoi Cheruiyot als Vizeweltmeisterin, Priscah Jepleting Cherono als WM-Dritte und Sylvia Jebiwott Kibet als WM-Vierte sowie die dritte Äthiopierin Meselech Melkamu, Fünfte der Weltmeisterschaften 2007 und WM-Vierte von 2005. Nur als Außenseiterinnen gingen die Teilnehmerinnen aller anderen Nationen an den Start.
Im Finale waren je drei Äthiopierinnen, Kenianerinnen und US-Amerikanerinnen, zwei Russinnen sowie jeweils eine Läuferin aus China, Kanada und der Türkei vertreten. Hinzu kam die später wegen Dopingmissbrauchs disqualifizierte Türkin.
Dieser Endlauf wurde der langsamste seit Einführung der Disziplin für Frauen bei den Olympischen Spielen 1996, aber deswegen nicht weniger interessant. Die ersten tausend Meter wurden in knapp 3:40 min gelaufen, einer Zeit, die selbst für einen Marathonlauf nicht allzu schnell gewesen wäre. Auf dem zweiten und dritten Kilometer wurde es zwar ein wenig zügiger, aber auch jetzt blieb es ein sehr gedrosseltes Tempo. Die 3000-Meter-Zwischenzeit war um mehr als eine Minute langsamer als vier Jahre zuvor in Athen. Entsprechend lange blieb das Feld geschlossen zusammen. Anschließend sorgte die später dopingbedingt disqualifizierte Abeylegesse für eine Temposteigerung. Mit der Chinesin Xue Fei und der Kanadierin Megan Metcalfe verloren erste Läuferinnen den Anschluss zum Feld, obwohl es immer noch nicht wirklich schnell geworden war. Der vierte Kilometer wurde in knapp drei Minuten absolviert.
Auf den letzten neunhundert Meter suchte Abeylegesse die Entscheidung mit einem langgezogenen Spurt. Noch immer konnten neun Athletinnen mithalten. Zu Beginn der letzten Runde ergriff Dibaba die Initiative und zog mit Defar im Schlepptau an Abeylegesse vorbei. Sofort entstanden große Lücken. Auf der Gegengeraden kämpften Dibaba und Defar um den Sieg. In der Zielkurve löste sich Tirunesh Dibaba auch von ihren letzten verbliebenen Gegnerinnen und wurde auch über 5000 Meter souveräne Olympiasiegerin. Ihre Vorgängerin Meseret Defar, die noch von der gedopten Abeylegesse passiert worden war, gewann nach Abeylegesses Disqualifikation Silber. Es gab also einen Doppelsieg für Äthiopien. Bronze gewann Sylvia Jebiwott Kibet vor Vivian Jepkemoi Cheruiyot, Kenia belege die Ränge drei und vier. Als beste Läuferin aus einem nicht-afrikanischen Land wurde die Russin Lilija Schobuchowa Fünfte vor der für die Türkei startende Alemitu Bekele, die ebenfalls aus Äthiopien stammte.
Tirunesh Dibaba machte sich mit ihrer zweiten Goldmedaille zu einer der erfolgreichsten Leichtathletinnen bei diesen Olympischen Spielen. Es war der zweite Olympiasieg für Äthiopien in Folge auf dieser Distanz.

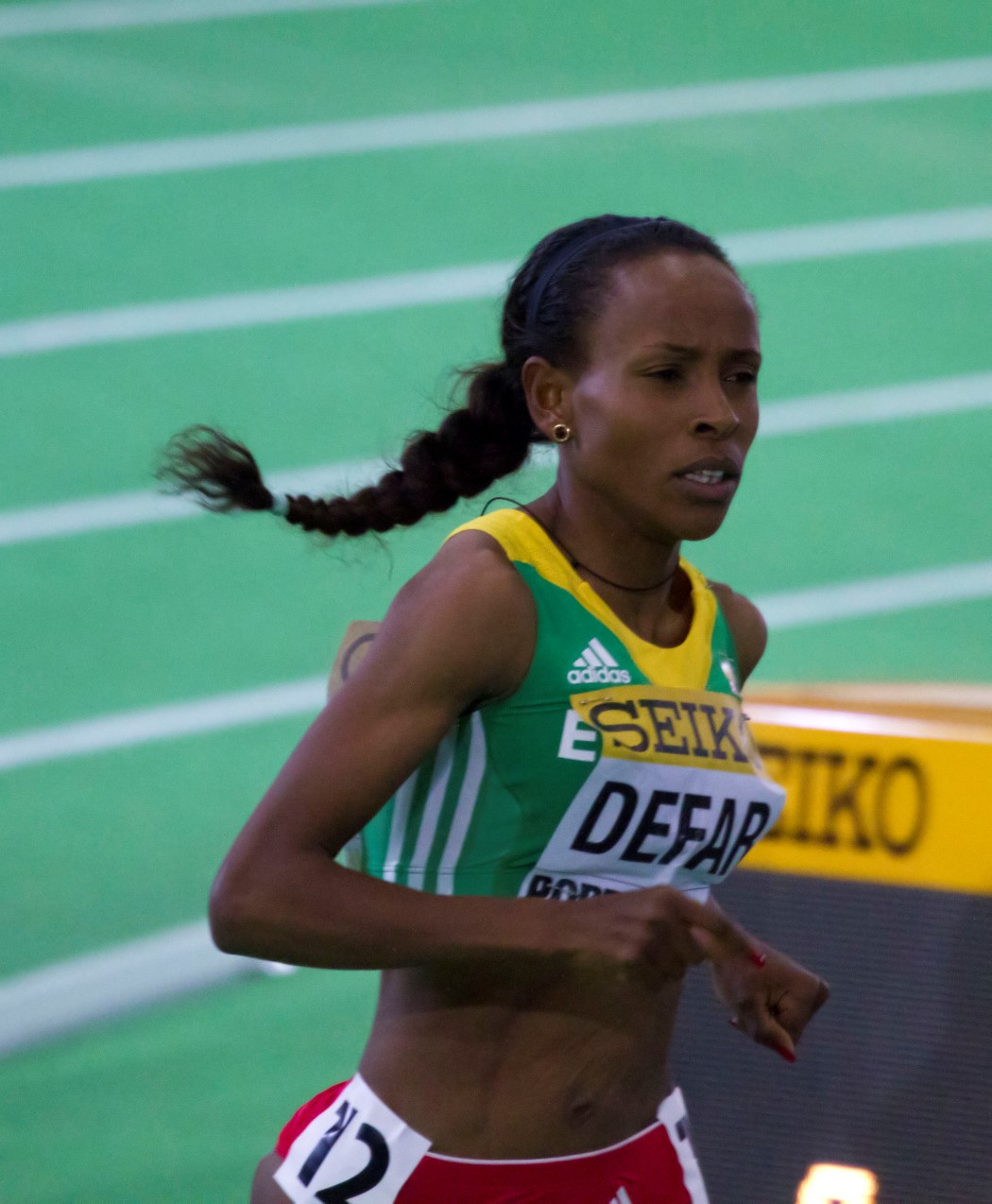
Silbermedaillengewinnerin Meseret Defar
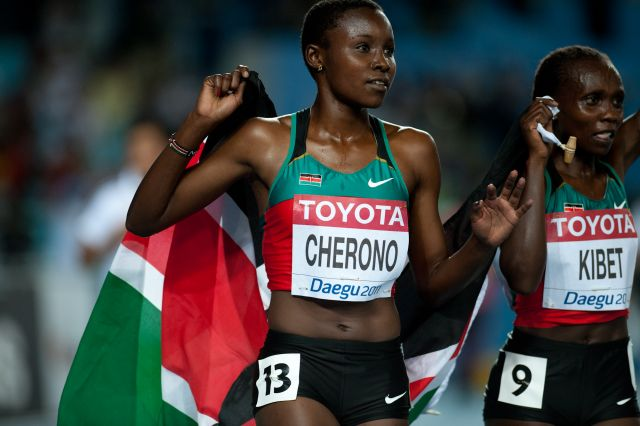
Bronzemedaille für Sylvia Jebiwott Kibet (rechts)
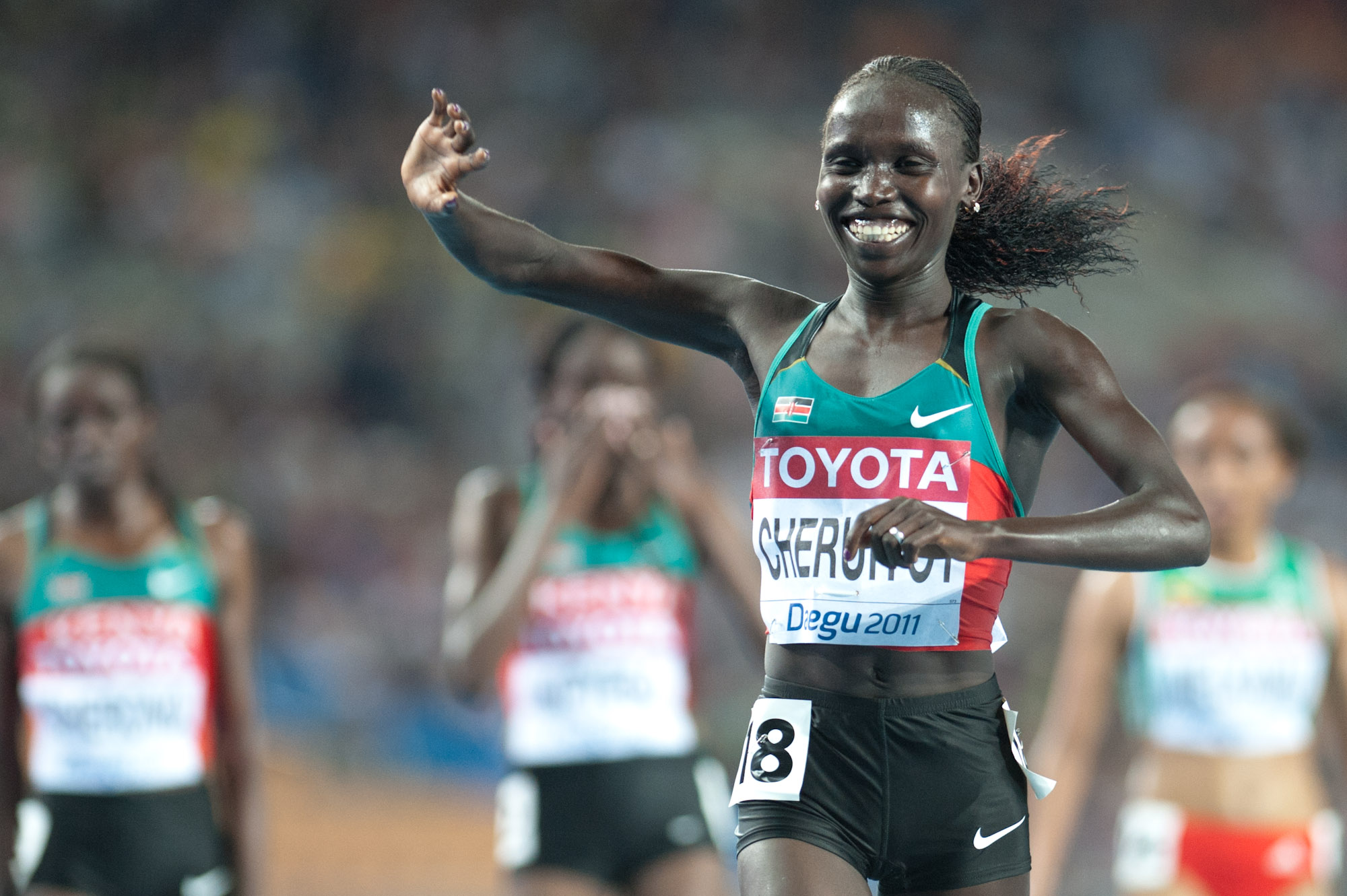
Die Olympiavierte Vivian Cheruiyot Jepkemoi
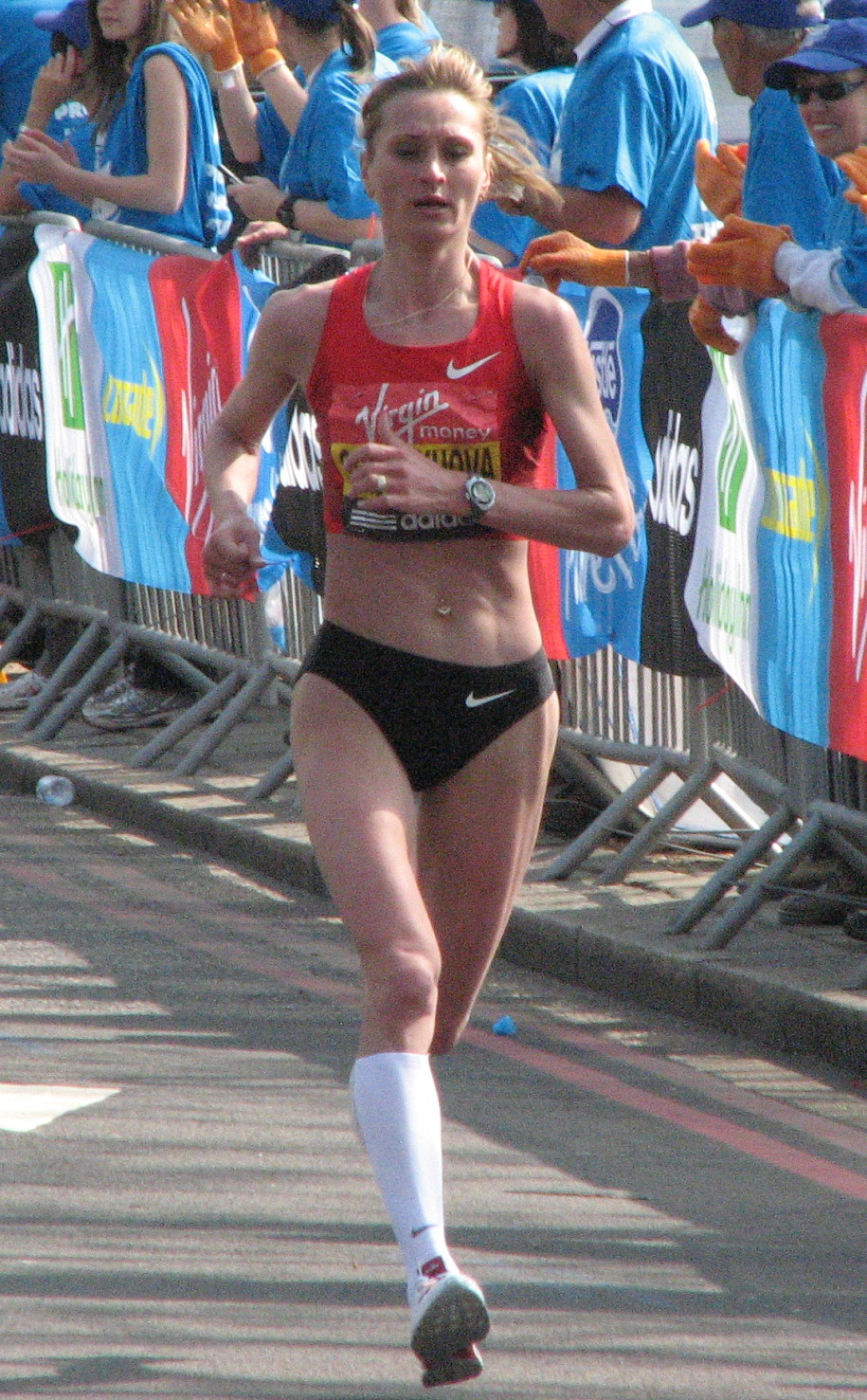
Lilija Schobuchowa – Platz fünf

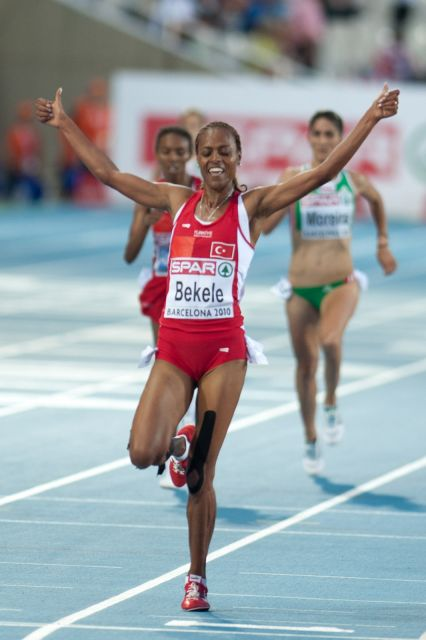
Rang sechs fürAlemitu Bekele
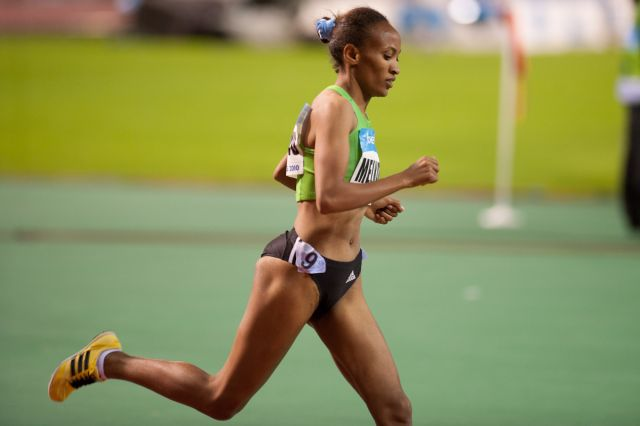
Die siebtplatzierte Meselch Melkamu
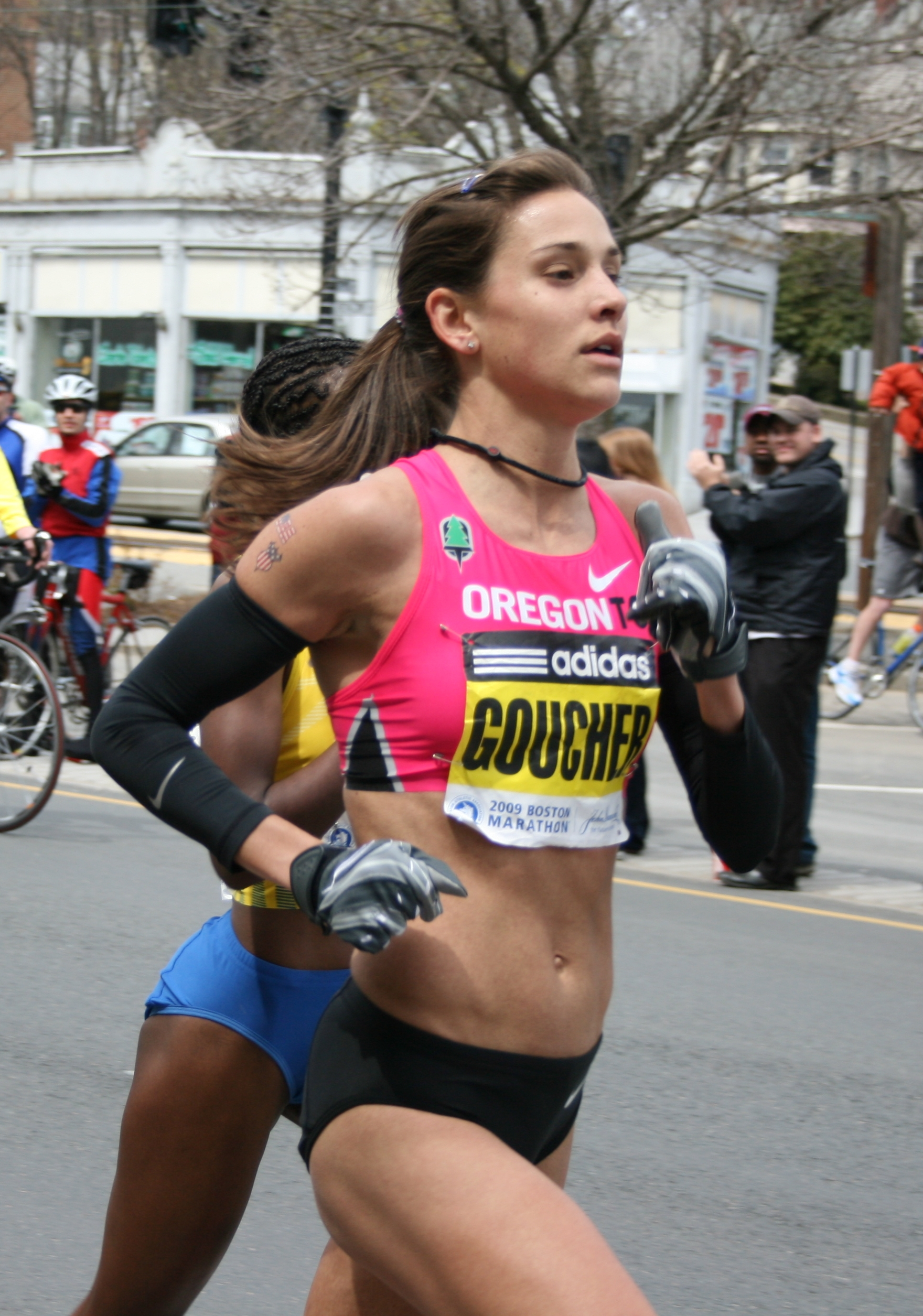
Kara Goucher belegte Rang acht
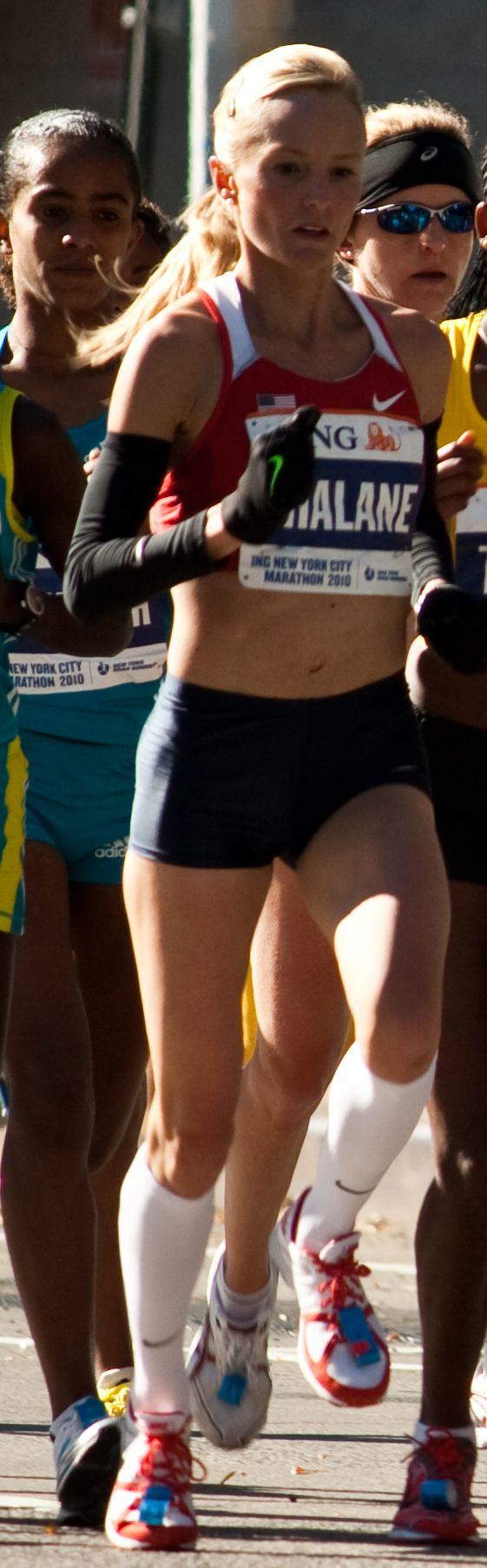
Shallane Flanagan kam auf den neunten Platz

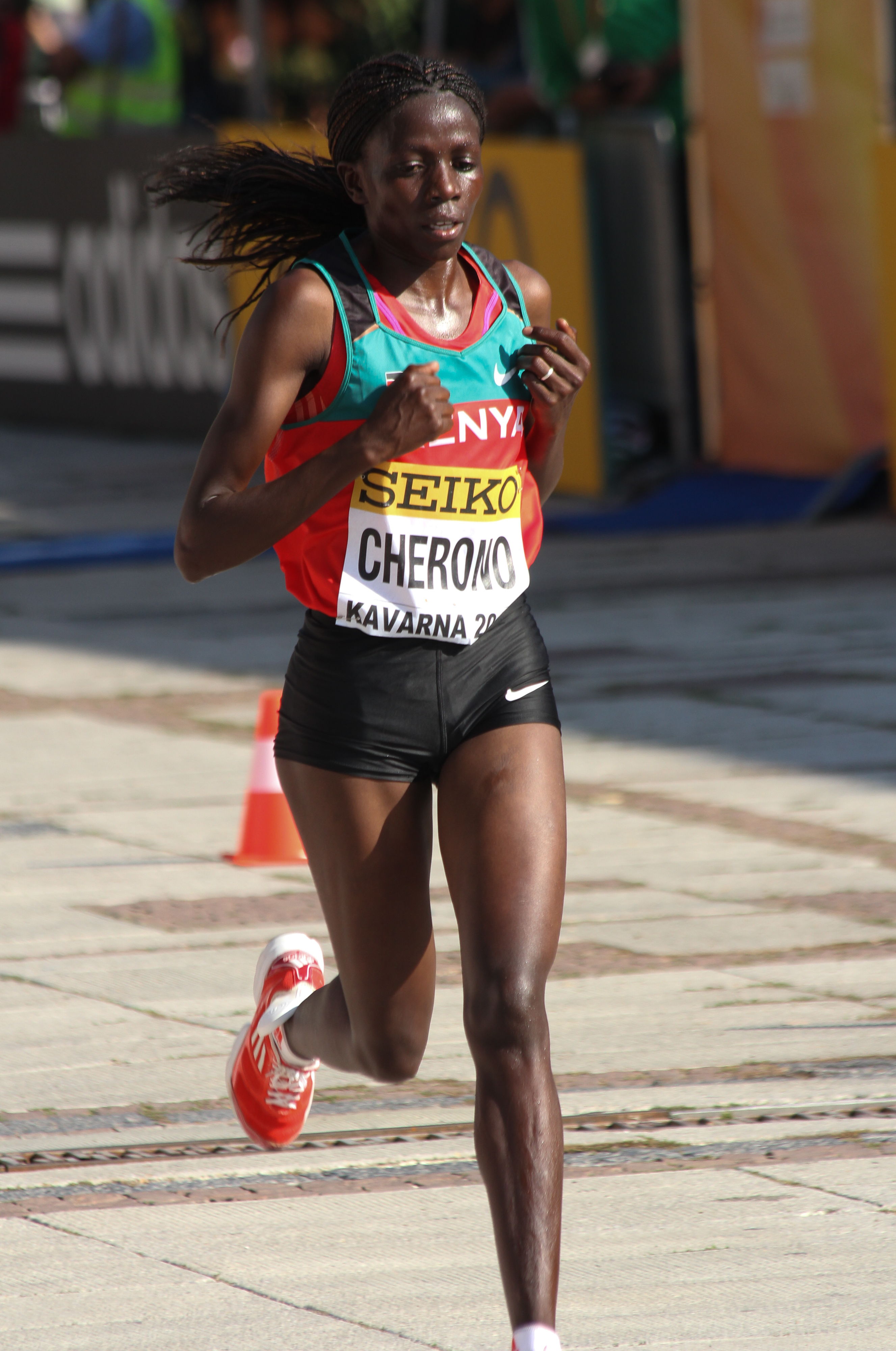
Priscah Jepleting Cherono – Platz zehn
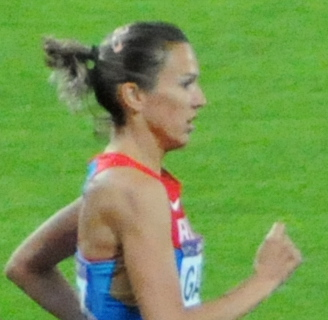
Gulnara Samitowa-Galkina wurde Olympiazelfte
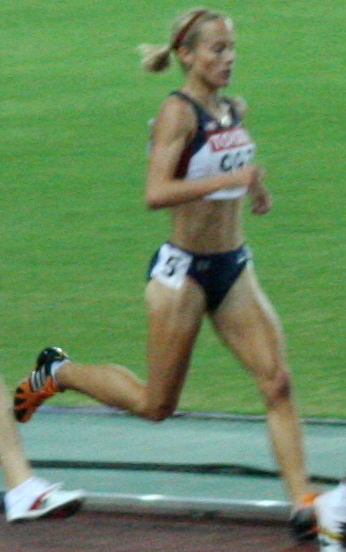
Jennifer Rhines erreichte Rang dreizehn
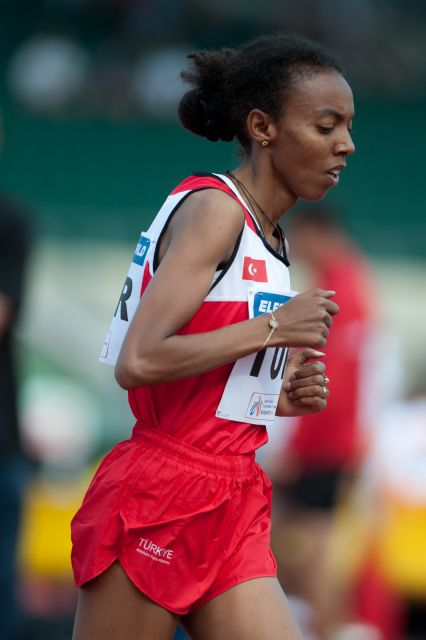
Dopingsünderin Elvan Abeylegesse

## Video
- Tirunesh Dibaba - 2008 Beijing Olympic Games Womens 5000m Final full video, youtube.com, abgerufen am 13. März 2022